# 科斯·佐尔坦
科斯·佐尔坦（匈牙利語：Kósz Zoltán，1967年11月26日—），匈牙利男子水球运动员。他曾代表匈牙利参加1988年、1996年和2000年夏季奥林匹克运动会水球比赛，获得一枚金牌。